# Yonnhy Perez
Yonnhy Perez (* 18. Januar 1979 in Bogotá, Kolumbien) ist ein ehemaliger kolumbianischer Boxer im Bantamgewicht.

## Profikarriere
Im Jahre 2005 begann er erfolgreich seine Profikarriere. Am 31. Oktober 2009 boxte er gegen Joseph Agbeko um den Weltmeistertitel des Verbandes IBF und siegte durch einstimmige Punktrichterentscheidung. Im darauffolgenden Jahr verteidigte er diesen Gürtel gegen Abner Mares mit einem Unentschieden und verlor ihn an Joseph Agbeko nach Punkten. 
Im Jahre 2011 beendete er seine Karriere.